# Легран, Жери
Жери Легран (фр. Géry Legrand; 23 мая 1837, Лилль — 29 августа 1902, Моншо) — французский политик и журналист. Сын Пьера Леграна-отца (1804—1859), заметного регионального политика. Брат министра Франции Пьера Леграна-сына.
Начал свою карьеру как журналист, на протяжении 1860-х гг. редактировал в Лилле несколько газет (в которых, между прочим, публиковал статьи Эмиль Золя). В 1865 году в соавторстве с Гастоном Бержере сочинил комедию «Государственные милости» (фр. Les Grâces d'État), поставленную в нескольких французских городах.
В 1881 году был избран мэром Лилля и занимал эту должность до 1896 года. Под управлением Леграна в городе было установлено электрическое освещение, открыт ряд новых школ, усиленно развивалась транспортная система. Легран уделял много внимания развитию Лилльского университета, в 1892 году торжественно открыл новопостроенное здание медицинского факультета.
В 1888 году был избран сенатором Франции от Лилля, переизбирался несколько раз и сохранил депутатский мандат до конца жизни.